# Bacelo
Bacelo é um bairro a cidade portuguesa e do município de Évora que foi sede da extinta Freguesia de Bacelo, freguesia que tinha 10,3 km² de área e 9 309 habitantes (2011), e, por isso, uma densidade populacional de 903,8 hab/km². 
A Freguesia de Bacelo foi extinta em 2013, no âmbito de uma reforma administrativa nacional, para, em conjunto com a Freguesia de Senhora da Saúde, formar uma nova freguesia denominada União das Freguesias de Bacelo e Senhora da Saúde da qual é a sede.
A freguesia do Bacelo havia sido criada em 1997, tendo o seu território sido desmembrado da antiga freguesia da Sé.

## População
| População da freguesia de Bacelo | População da freguesia de Bacelo | População da freguesia de Bacelo | População da freguesia de Bacelo | População da freguesia de Bacelo | População da freguesia de Bacelo | População da freguesia de Bacelo | População da freguesia de Bacelo | População da freguesia de Bacelo | População da freguesia de Bacelo | População da freguesia de Bacelo | População da freguesia de Bacelo | População da freguesia de Bacelo | População da freguesia de Bacelo | População da freguesia de Bacelo |
| -------------------------------- | -------------------------------- | -------------------------------- | -------------------------------- | -------------------------------- | -------------------------------- | -------------------------------- | -------------------------------- | -------------------------------- | -------------------------------- | -------------------------------- | -------------------------------- | -------------------------------- | -------------------------------- | -------------------------------- |
| 1864                             | 1878                             | 1890                             | 1900                             | 1911                             | 1920                             | 1930                             | 1940                             | 1950                             | 1960                             | 1970                             | 1981                             | 1991                             | 2001                             | 2011                             |
|                                  |                                  |                                  |                                  |                                  |                                  |                                  |                                  |                                  |                                  |                                  |                                  |                                  | 8 297                            | 9 309                            |

Criada pela Lei nº 26/97, de 12 de Julho, com lugares desanexados da freguesia da Sé

## Património
- Convento da Cartuxa ou de Nossa Senhora Scala Coeli ou Cartuxa de Évora
- Convento de Santo António da Piedade e Forte de Santo António da Piedade